# Ixora oligantha
Ixora oligantha är en måreväxtart som beskrevs av Rudolf Schlechter och Kurt Krause. Ixora oligantha ingår i släktet Ixora och familjen måreväxter. Inga underarter finns listade i Catalogue of Life.